# Archilestes latialatus
Archilestes latialatus – gatunek ważki z rodziny pałątkowatych (Lestidae). Występuje na terenie Ameryki Środkowej.